# Astragalus commixtus
Astragalus commixtus är en ärtväxtart som beskrevs av Aleksandr Andrejevitj Bunge. Astragalus commixtus ingår i släktet vedlar, och familjen ärtväxter. Inga underarter finns listade i Catalogue of Life.